# Klášter Vorau
Klášter Vorau (latinsky Canonia Voroviensis, německy Augustiner-Chorherrenstift Vorau) je klášter augustiniánů kanovníků v Rakousku, ležící na severovýchodě země ve Štýrské marce, v obci Vorau. 

## Historie

### Středověk

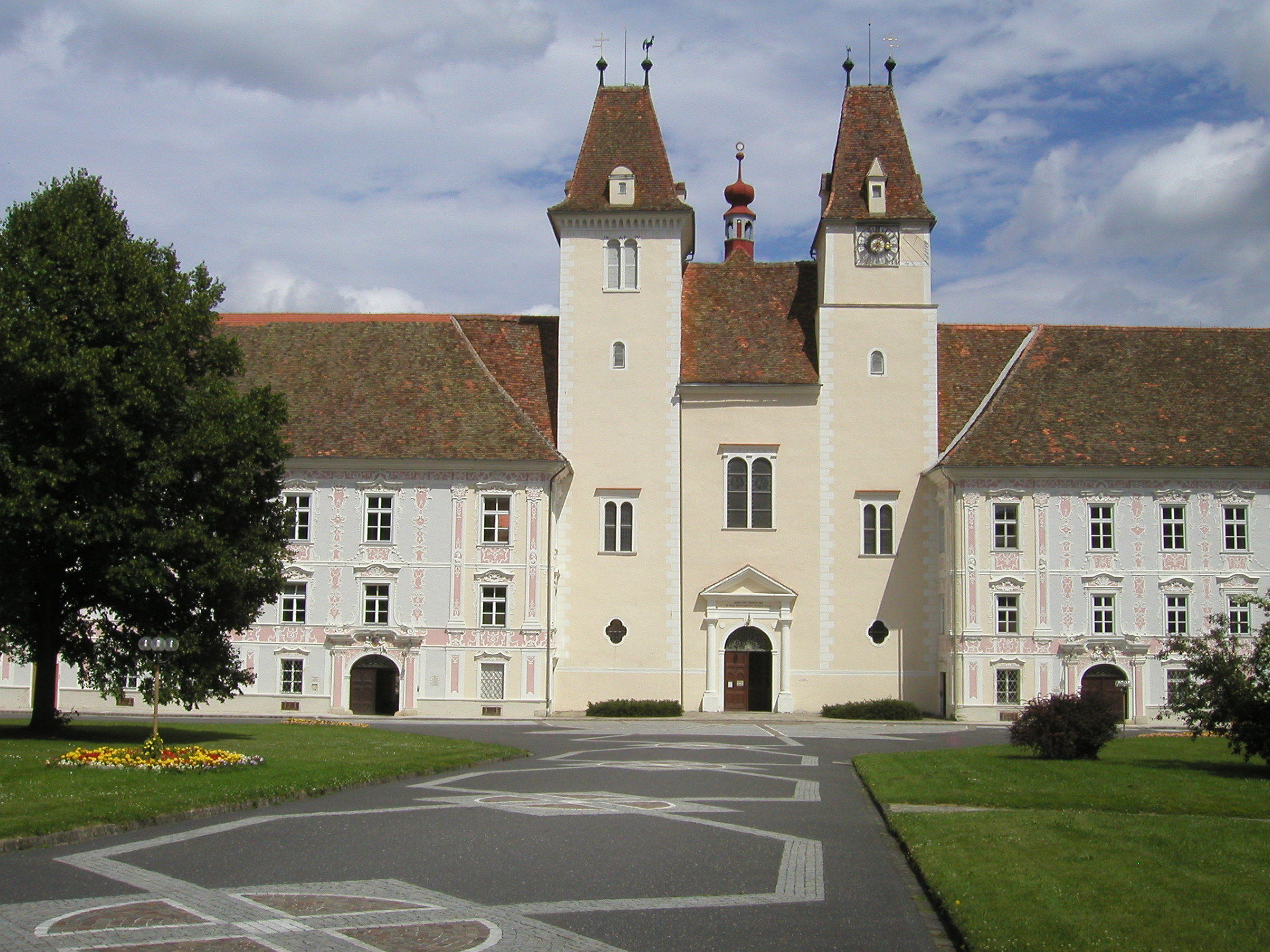
Západní průčelí klášterního kostela

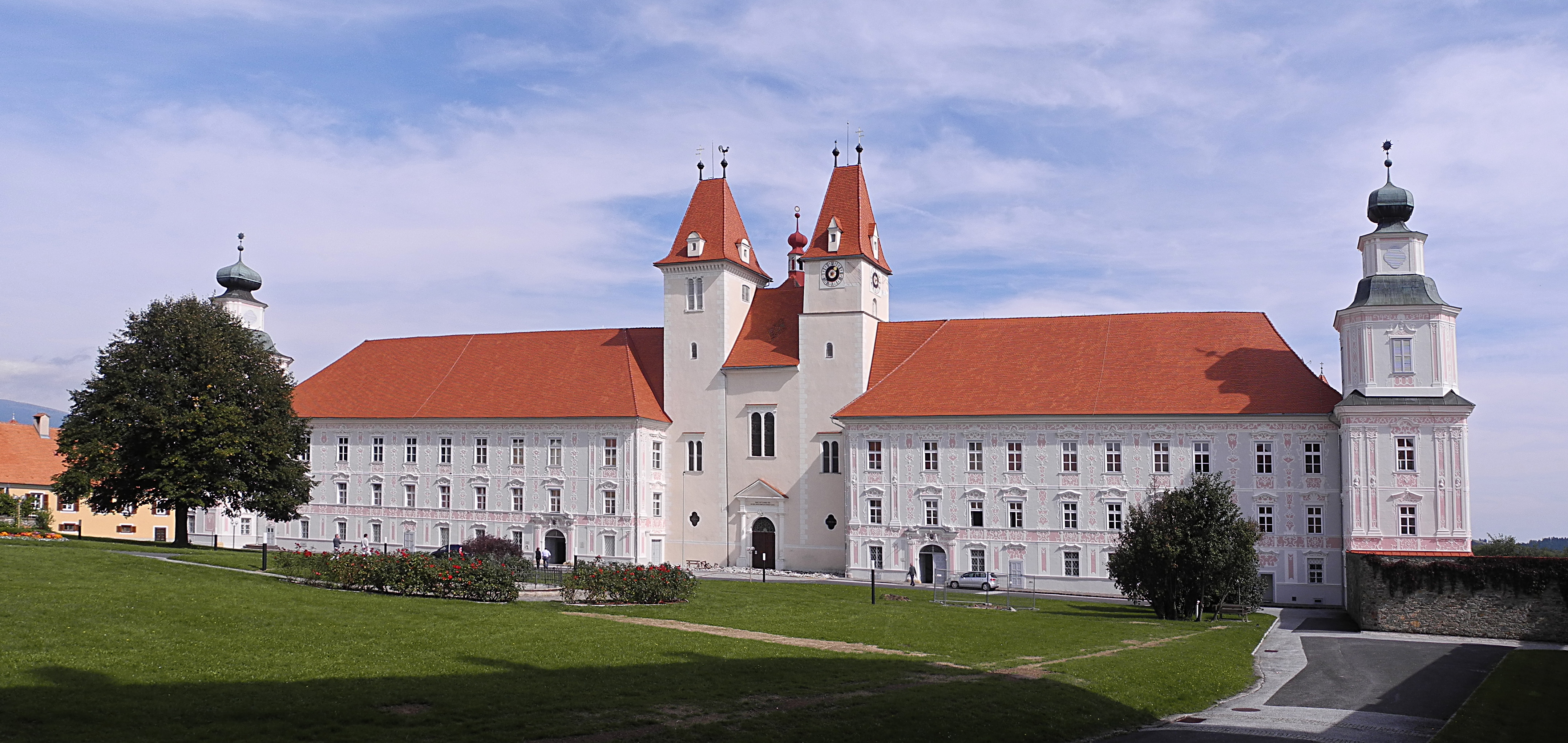
Panorama kláštera od západu

Klášter založili markrabě Otakar III. Štýrský a jeho manželka Kunhuta z Vohburgu na svém panství v roce 1163 z vděčnosti za narození dlouho očekávaného syna a dědice Otakara IV. (srpen 1163-1192). Markrabě Otakar poté salcburskému arcibiskupovi Eberhardovi I. předal své štýrské nemovitosti mezi Wechselem a Masenbergem, a ten vyslal augustiniány kanovníky ze salcburského sv. Ruperta, aby založení realizovali. V roce 1237 byl komplex kamenných románských budov zničen požárem a krátce poté znovu postaven ve slohu gotickém.
Mezi četná privilegia kláštera patřil i ochranný list, který v roce 1277 vydal král Rudolf I. Habsburský. V roce 1384 budovy kláštera zpustošil další požár.  
V roce 1452 povolil papež Mikuláš V. proboštům z Vorau nosit  během slavnostních liturgií pontifikálie. Římsko-německý císař Fridrich III. V roce 1453 udělil klášteru současný erb v barvách modré a zlaté a dal povolení ke zřízení zbrojnice, aby mohl čelit hrozící turecké hrozbě. Probošt Leonhard von Horn dal klášter opevnit na klášterní hrad s příkopem, obrannou zdí a padacím mostem.

### Novověk

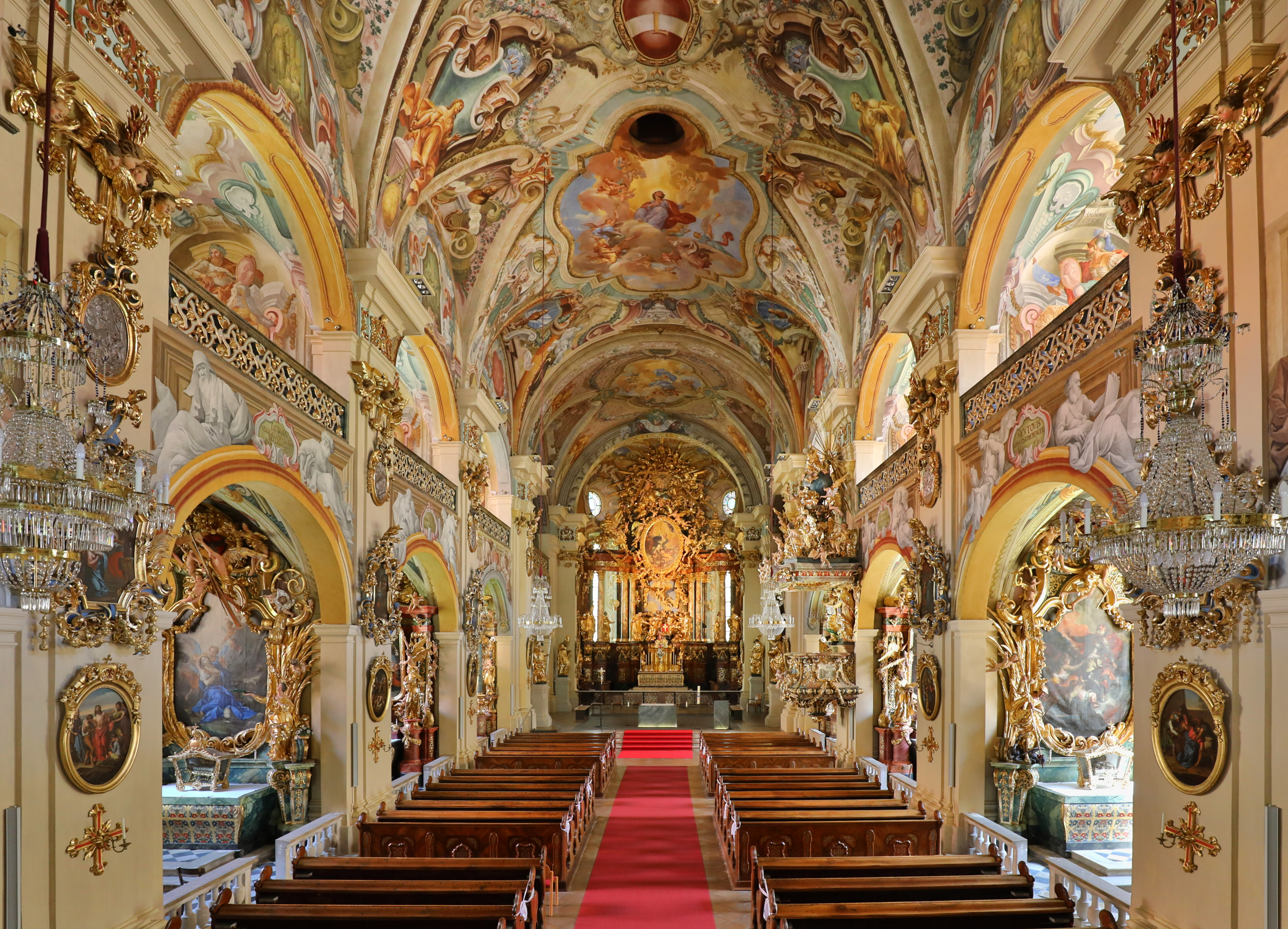
Barokní interiér klášterního kostela

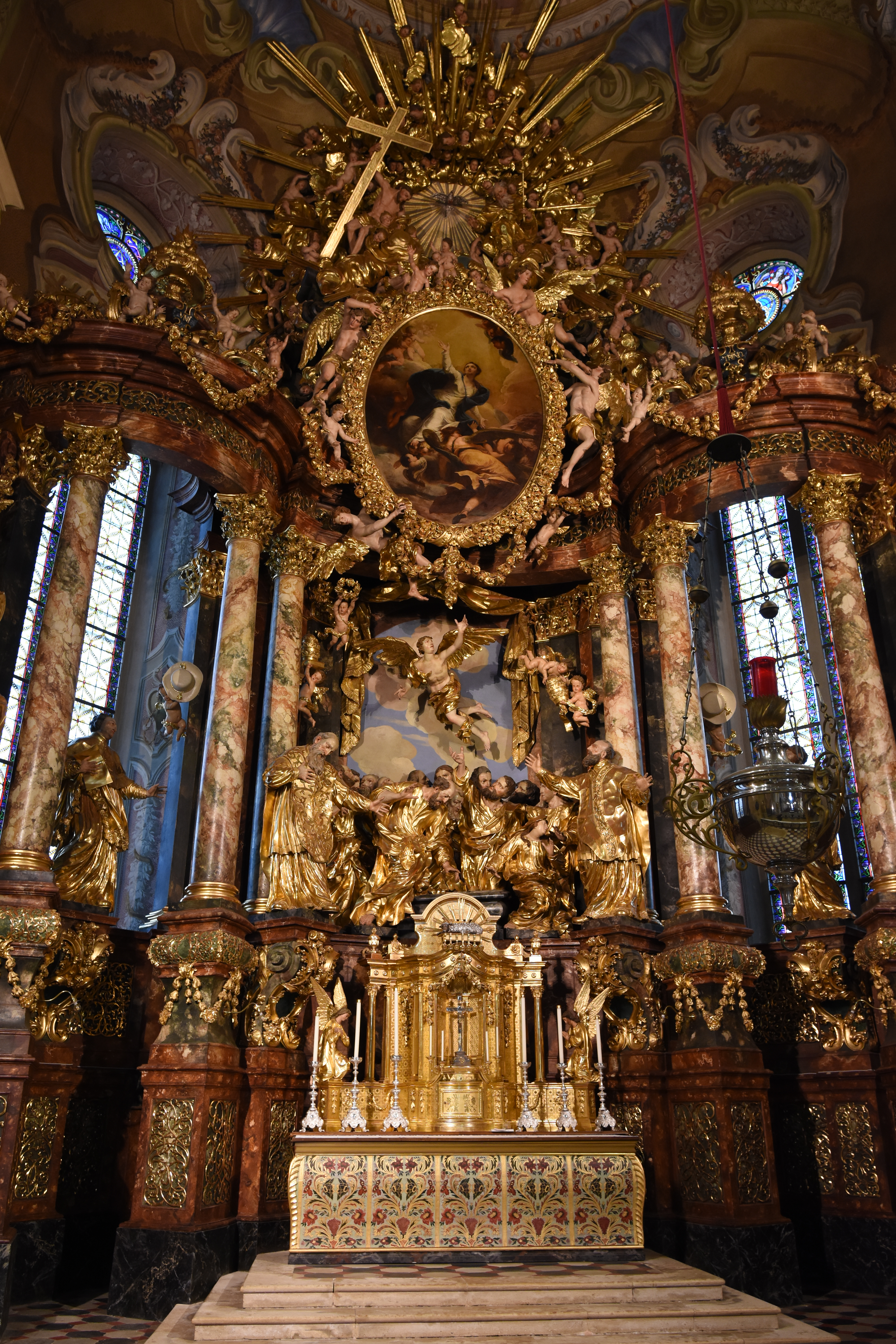
Hlavní oltář s dřevořezbami Matthiase Steinla

Císař Maxmilián I. Habsburský nadal klášter právem zemského soudu s holí a šibenicemi, které jej povýšilo nad světský soud knížecí.
Během moru v letech 1503–1505 zemřelo 800 obyvatel. Po rozšíření luteránské doktríny řada členů konventu odešla a po smrti probošta Augustina Geyera v roce 1542 klášteru hrozil zánik, v klášteře zůstal jediný kanovník. Situace se opět zlepšila v roce 1544, kdy byl jmenován nový probošt. Jeden z jeho nástupců, Matthias Singer, dal v letech 1660 až 1662 přestavět kolegiátní kostel podle projektu severoitalského architekta Domenica Sciassii v barokním slohu a v roce 1651 otevřel lékárnu pro obyvatele obce Vorau. Interiér klášterního kostela Nanebevzetí Panny marie byl vyzdoben a zařízen v letech 1700-1710 pod vedením Matthiase Steinla.
Za probošta Filipa Leisla a hraběte Sebastiana z Webersbergu byla postavena nová budova prelatury s knihovnou. Před branou byl vztyčen mariánský morový sloup jako poděkování za přežití další morové epidemie.
V roce 1736 dosáhl klášter počtem 46 kanovníků nejvyšší členské úrovně v historii. V roce 1778 byla v klášteře zřízena střední škola, jež působí až do současnosti. V letech 1839 až 1843 přibyla soukromá střední škola s chlapeckým pěveckým sborem. V roce 1844 byly zbořeny hradby a částečně zasypán příkop.
V roce 1920 byla do kláštera zavedena elektřina. Kvůli finančním potížím v důsledku celosvětové hospodářské krize musely být v roce 1924 prodány četné umělecké poklady. Za druhé světové války národní socialisté využili klášterní školu k vlastní propagandistické výchově a výuce chlapců.
24. dubna 1945 sovětské bombardéry v oblasti zasáhly také klášter, který čtyři dny hořel a vyhořel, protože byl nedostatek vody a špatné hasicí zařízení. Zejména byly poškozeny věže a hospodářská budova. Kanovníci se do Vorau vrátili 27. května 1945 a zahájili rekonstrukci kláštera, která trvala až do konce 60. let 20. století. V letech 1981–1987 byly zrekonstruovány ostatní budovy kláštera a v letech 1995–1997 přistavěna nová správní budova.

## Knihovna
Klášterní knihovna patří mezi nejvýznamnější klášterní knihovny v Rakousku. V barokním sále z rokur 1731 je uchováváno 17.500 svazků knih, z toho 415 rukopisů a 206 inkunábulí. Dva nejvzácnější rukopisy jsou uloženy v trezoru knihovny ve Štýrském Hradci: je to evangeliář z Vorau ze 12. století a bible z roku 1467.

### Evangeliář z Vorau
Románský evangeliář vznikl před nebo kolem roku 1200 ve zdejším skriptoriu. Rukopis na pergamenu ve formátu 21,5 X 28 cm má výzdobu v podobě 19 kanónových tabulek s množstvím barevně iluminovaných iniciál a čtyři celostranná vyobrazení čtyř evangelistů a jejich symbolů. Rukopis byl vydán jako faksimile.

### Bible z Vorau
Z klášterní knihovny pochází několik rukopisů z 15. století. Nejvýznamnější z nich je pozdně gotický iluminovaný rukopis "Bible z Vorau" z roku 1467. Je psána německy v bavorsko-rakouském dialektu, což v období převážně latinského písemnictví nebylo běžné, a proto bývá někdy označována jako lidová bible. Obsahuje 458 listů papíru o rozměrech 405 x 285 mm s textem a ilustracemi. Ilustrace tvoří 559 perem kreslených a kolorovaných miniatur, převážně figurálních scén velkého formátu. Rukopis je uložen v univerzitní knihovně ve Štýrském Hradci.